# Who’s Got the Last Laugh Now?
Who’s Got the Last Laugh Now? – jedenasty album zespołu Scooter. Album wydano 4 listopada 2005 roku. Single z albumu to: "Hello! (Good to Be Back)" i remix utworów "Rock Bottom" i "Apache" pod nazwą "Apache Rocks the Bottom".

## Lista utworów
1. Lights Out - 1:46
2. Hello! (Good to Be Back) – 3:34
3. Priviliged to Witness - 4:33
4. Rock Bottom - 3:29
5. The Leading Horse - 3:26
6. Take Me, Baby - 4:15
7. Apache - 2:48
8. See Me, Feel Me - 4:09
9. Unity Without Words, Pt. 3 – 6:02
10. Everlasting Love - 4:22
11. Seven Bridges - 4:56
12. Mesmerized - 6:42